# 長船町
長船町（おさふねちょう）は、岡山県の南部にあった町。2004年（平成16年）11月1日に邑久郡内の邑久町・牛窓町と新設合併して瀬戸内市となり、町役場は瀬戸内市役所長船支所となっている。
古くから刀鍛冶で有名であり、数々の銘刀を生み出した。

## 沿革
- 1889年（明治22年）6月1日 - 町村制施行により邑久郡美和村、国府村、行幸村が発足。
- 1955年（昭和30年）3月31日 - 美和村・国府村・行幸村の3村が合併により町制を施行し長船町となる。
- 2004年（平成16年）11月1日 - 同郡内の邑久町・牛窓町と合併し瀬戸内市となる。同時長船町消滅。

## 刀剣
古くから長船地区や福岡地区を中心に刀鍛冶が多く活動し、刀剣の産地として知られている。
中国山地で採集される砂鉄（赤目（あこめ））が日本刀を作るのに適していたことと、砂鉄から玉鋼（たまはがね）を作るためのタタラに必要な強い火力を生むクヌギ系の木が自生していたことなどから、この地で日本刀が多く生産されることとなった。
南北に吉井川が流れ、東西に山陽道が通り交通の便に恵まれていたこともあって長船の刀が多く流通することとなった。

## 教育
町内に大学、高等学校はない。
小学校
- 長船町立国府小学校
- 長船町立行幸小学校
- 長船町立美和小学校

中学校
- 長船町立長船中学校

上記各校とも現在は瀬戸内市立となっている。

## 交通

### 鉄道路線
- 西日本旅客鉄道（JR西日本）
  - 赤穂線 ： 長船駅
  - 山陽新幹線　※駅は無し

### 道路
町内を走る高速道路はない。

#### 一般国道
- 国道2号
- 国道250号

#### 県道
- 岡山県道69号西大寺備前線
- 岡山県道79号佐伯長船線
- 岡山県道83号飯井宿線
- 岡山県道264号福里八日市線
- 岡山県道381号牛文香登本線
- 岡山県道425号磯上備前線
- 岡山県道464号服部射越線

## 名所・旧跡・観光スポット・祭事・催事
- 備前長船刀剣博物館